# Динвуд (станция метро)
Динвуд (англ. Deanwood) — наземная открытая станция Вашингтонгского метро на Оранжевой линии. Она представлена одной островной платформой. Станция обслуживается Washington Metropolitan Area Transit Authority. Расположена в районе Динвуд на Миннесота-авеню и 48-й улице, Северо-Восточный квадрант Вашингтона. Последняя в восточном направлении станция на Оранжевой линии в округе Колумбия. Поблизости расположен Кенилуорс парк и водный сад (Kenilworth Park and Aquatic Gardens), в ведомстве Службы национальных парков США. Пассажиропоток — 0.677 млн. (на 2010 год).
Станция была открыта 22 ноября 1980 года.
Открытие станции было совмещено с завершением строительства ж/д линии длиной 11,9 км и открытием ещё 4 станций: Миннесота-авеню, Чеверли, Ландовер, Нью-Корроллтон